# Edvige Mussolini
Pour les articles homonymes, voir Mussolini (homonymie).
Edvige Mussolini (Predappio, 10 novembre 1888 – Rome, 20 mai 1952) est la sœur cadette d'Arnaldo et de Benito Mussolini.

## Biographie
Edvige Mussolini naquit à Predappio, en Émilie-Romagne, et eut pour père Alessandro Mussolini, forgeron, socialiste et contributeur de quelques journaux de l'époque, et pour mère Rosa Maltoni, institutrice, et était donc la sœur cadette d'Arnaldo et de Benito Mussolini. À la suite de son mariage, elle quitta Predappio et se fixa à Premilcuore.
En 1940, elle obtint que fût annulée la mesure qui condamnait à une peine de confinement (résidence surveillée) dans un camp d'internement à l'Aquila l'écrivain demi-juif Pitigrilli (pseudonyme de Dino Segre, auteur très en vogue dans l'entre-deux-guerres), qui était accusé d'antifascisme. Un témoignage fait état en outre de ce qu'elle s'efforça de convaincre son frère de rendre moins sévères les lois raciales et qu'elle se porta au secours de nombre de familles juives.
Son fils Giuseppe Mancini, vice-brigadier de la 6e Compagnie de la légion Tagliamento, qui s'était rendu à des maquisards italiens le 28 avril 1945, dans une vallée au nord de Bergame, fut sommairement exécuté, en même temps que 42 autres compagnons d'armes, lors de la tuerie dite de Rovetta.
Jusqu'à 1940, elle eut la garde des présumés carnets que le Duce aurait rédigés entre 1935 et 1939. Ces carnets, qui se composent de cinq agendas, ont fait l'objet au fil des ans de nombreuses études pour essayer d'en établir, ou d'en récuser, l'authenticité. En tout état de cause, ce qui transparaît à travers ces carnets est un Mussolini intimiste, mélancolique, épouvanté par la figure de Hitler, opposé à la guerre, et indifferent à l'endroit des juifs.
Ayant toujours gardé une grande affection pour son frère aîné, elle recueillit ses propres souvenirs dans un ouvrage intitulé Mio fratello Benito (« Mon Frère Benito »), publié par La Fenice de Florence en 1957. Dans ce livre, en plus d'évoquer ses souvenirs personnels, Edvige s'attacha à reproduire sa correspondance avec son frère et de rapporter les entretiens qu'elle eut avec lui, composant ainsi une version des faits en vérité assez différente de celle procédant des sources officielles et transmise par les livres d'histoire ; en particulier, Edvige y contestait la thèse selon laquelle Benito Mussolini aurait été antisémite.